# Carretera estatal 9 de Nuevo México
La Carretera estatal 9 de Nuevo México es una carretera ubicada en el estado norteamericano de Nuevo México, tiene un total de 179 kilómetros de longitud y su sentido es este-oeste.
La carretera comienza en su intersección con la Carretera estatal 273 de Nuevo México en Sunland Park, en las cercanías de El Paso, Texas y termina al enlazar con la Carretera estatal 80 de Nuevo México en las inmediaciones del pueblo de Rodeo, el recorrido es muy cercano a la Frontera entre Estados Unidos y México y prácticamente paralelo a ella, la principal ciudad que comunica es Columbus, atravenzando los condados de Hidalgo, Luna y Doña Ana.
Sus principales intersecciones son con la Carretera estatal 11 en Columbus y con la Carretera estatal 81 en Hachita.
- Datos: Q1982781
- Multimedia: New Mexico State Road 9 / Q1982781